# アマナズ
アマナズ（Amanaz）は、1973 年にザンビアのキトウェで結成されたザムロック・バンド。

## 概要
グループは、1975年に彼らの唯一のアルバム、高い評価を得た『アフリカ』をリリースした。アマナズは、1960年代後半から1970 年代前半のアメリカとイギリスのロック、特にジミ・ヘンドリックスの音楽と、ワトソン・ルングのドラムとキース・カブウェのボーカルで識別できる伝統的なザンビア音楽から影響を受けた。
バンド名は「Ask Me About Nice Artistes in Zambia」の頭文字をとった。

## 歴史
1973年、バンドはチンゴラのマラカイト映画スタジオで『Africa』という名前の唯一のアルバムを録音した。1975年に最初にLPとしてリリースされ、その後2008年にドイツのレーベルShadocks Musicによってリイシューされ、2015年にアメリカのレーベルNow-Again Recordsによって再発売された。アルバムの12曲のうち、3曲はベンバ語で、残りは英語で演奏された。
このアルバムは、ザムロックの系統を具現化したものとして影響力を持ち続けている。ピッチフォークのジャーナリストであるネイト・パトリンは、それを「その時代の流行遅れと最新流行との両方」であり、したがって独特に「時代遅れ」であると説明した。音楽評論家のマーク・デミングは、アマナズの音楽は「強いサイケデリックな底流とファズギターの厚い層を備えた深くてブルージーなグルーヴ」に基づいていると述べた。
アマナズは1976年に解散。元バンドリーダーでメインボーカリストのキース・カブウェは、同じ年に短命のバンド、ドライブユニットを結成した。
2014年までに、キース・カブウェはムバラでペンテコステ派の牧師を務め、ゴスペル・ソングのリリースに取り組んでいた。
2016年、TBS（米国）の番組「People of Earth」シーズン1第2話でアマナズの楽曲「カーラ・マイ・フレンド」が取り上げられた。
2021年、Amanazの曲「カーラ・マイ・フレンド」は、ヒットしたApple TV+シリーズテッド・ラッソ:破天荒コーチがゆくのシーズン2、エピソード3「Do the Right-est Thing」のクロージング クレジットで取り上げられた。

## ディスコグラフィー
- アフリカ(1975) [2]